# جو فلانیگان
جو فلانیگان (انگلیسی: Joe Flanigan؛ زادهٔ ۵ ژانویهٔ ۱۹۶۷) یک هنرپیشه اهل ایالات متحده آمریکا است.
از فیلم‌ها یا برنامه‌های تلویزیونی که وی در آن نقش داشته است می‌توان به شش گلوله و خواهر دیگر اشاره کرد.